# エミリーはのぼる
『エミリーはのぼる』（英: Emily Climbs）はL・M・モンゴメリが1925年に発表したエミリー3部作の第2作。日本では村岡花子訳がこのタイトルで刊行されている。作家として成功する道、すなわち象徴的な「アルプスの道」を登る努力を続けるエミリーの少女時代の物語。

## あらすじ
子供から少女に成長したエミリーの学生生活やロマンス、有害な噂話がいかに人を傷つけるかが描かれる。
14歳の誕生日にエミリーは10年後に開くようにと「24歳の私」に宛てて手紙を書く。嵐の夜、危ないところを助けられたエミリーはテディとキスを交わす寸前で彼の母ケント夫人に止められる。
エミリーはルース伯母の元に下宿して、仲良しのイルゼ、テディ、ペリーと共にシュルーズベリー高校に通うことになった。冷たくて疑りぶかいルース伯母との毎日は愉快ではなく、衝突して真夜中にニュームーンまで歩いて帰ってしまうことまであったが、悪意あるゴシップからエミリーを救い出してくれたのもこのルース伯母だった。
エミリーは「アルプスの道」（作家への道）を登る努力をたゆまず続け、投稿した原稿が採用されることも少しずつ増えていった。最終学年時には島出身の女流記者からニューヨークに来るよう励まされるが、迷った末に島に留まることを選択する。
幼馴染のテディとペリー、父の友人だったディーン、まじめいっぽうの従兄弟のアンドリューはそれぞれにエミリーに好意を寄せ、中でもペリーとアンドルーが求婚するがエミリーは断る。一番気になるテディは求婚することなく、モントリオールのデザイン学校へ進むことになったとエミリーに告げる。

## 作品の特徴

### エミリーの文章修行
高校に行かせて貰うかわりに、エミリーはフィクションを一切書かない、という約束をエリザベス伯母から迫られる。それを聞いて、カーペンター先生はよいことだ、エミリーのためになると歓迎する。
話中のカーペンター先生の言葉を通してモンゴメリはエミリー3部作を記すにあたり、実体験の裏づけが無い話は虚しい物で価値が無いという考えを示している。6章の始めの部分に以下のセリフがある。
Don't try to write anything you can't feel--it will be a failure--'echoes nothing worth.
経験できないものを書こうとしてはいけない。それは失敗するだろう。真似に価値は無い。

### ファンタジー的要素
多用されてはいないが、「千里眼」や「夢のお告げ」、「虫の知らせ」が小説の中で重要なターニングポイントとなり、奇跡的に問題が解決したり危機を回避する場面がある。
- 3章で真夜中の教会に閉じ込められたエミリーの必死の叫びは、届くはずのないテディの耳に届く。
- 15章で行方不明になった子どもを夢で見つける。

ほかにエミリーはディーンと輪廻について話し合う場面があり (1章の5月1日) 、実際にモンゴメリは生まれかわりを信じていたふしがある。

## エミリー3部作
| 巻 | 原作出版年 | 原題              | 出版年 | 邦題                 | エミリーの年齢 | 扱われている時代 |
| -- | ---------- | ----------------- | ------ | -------------------- | -------------- | ---------------- |
| 1  | 1923       | Emily of New Moon | 1964   | 可愛いエミリー       | 10～13         | 子供時代         |
| 2  | 1925       | Emily Climbs      | 1967   | エミリーはのぼる     | 13～17         | 少女時代         |
| 3  | 1927       | Emily's Quest     | 1969   | エミリーの求めるもの | 17～24         | 娘時代           |

### 日本語訳
Emily Climbs の邦訳は以下の村岡花子訳のみである。
- 『エミリーはのぼる』 村岡花子訳 - 新潮文庫 1967年 ISBN 9784102113141